# Thecla carnica
Thecla carnica är en fjärilsart som beskrevs av William Chapman Hewitson 1873. Thecla carnica ingår i släktet Thecla och familjen juvelvingar. Inga underarter finns listade i Catalogue of Life.